# Amathusia chersias
Amathusia chersias är en fjärilsart som beskrevs av Hans Fruhstorfer 1911. Amathusia chersias ingår i släktet Amathusia och familjen praktfjärilar. Inga underarter finns listade i Catalogue of Life.